# Suranne Jones
Sarah Anne Jones, detta Suranne (Chadderton, 27 agosto 1978), è un'attrice e produttrice televisiva britannica.

## Biografia

### Origini e inizi
Jones è nata Sarah Anne Jones a Chadderton, Greater Manchester, il 27 agosto 1978. È cresciuta in una abitazione sulla Foxdenton Lane, circondata da due fattorie.
Jones ha studiato alla Cardinal Langley Roman Catholic High School a Middleton. È diventata un membro del Oldham Theatre Workshop e completato il BTEC National Diploma in arti dello spettacolo.
Jones ha iniziato a recitare professionalmente all’età di sedici anni. Jones in seguito ha dichiarato che il suo primo ruolo l'ha ottenuto all'età di otto anni, in Gli occhi della notte come Gloria.
Dopo l'adesione al sindacato Equity, Jones ha assunto il nome d'arte di "Suranne Jones", in quanto il suo nome di nascita era già stato preso, e le regole sindacali impongono che ogni membro del sindacato debba avere un nome diverso. Avendo ottenuto un agente a quindici anni, ha iniziato a recitare in teatro. La carriera televisiva di Jones è iniziata nel 1997, con un piccolo ruolo in Coronation Street interpretando Mandy Phillips. Successivamente ha partecipato a un provino per Charity Dingle nella soap opera Emmerdale, diventando una delle ultime quattro attrici considerate per la parte, anche se il ruolo alla fine è stato dato a Emma Atkins. Nel 2000, alcune settimane dopo la sua audizione scartata per Geena Gregory, Jones è stata contattata dai produttori di Coronation Street, che le hanno offerto il ruolo di un nuovo personaggio. Jones ha anche iniziato a posare come modella per riviste maschili come FHM e Loaded. Nel maggio 2004 è stato annunciato che Jones lasciava la soap Coronation Street dopo quattro anni, descrivendo il lavoro come «estenuante».

### 2005-2015
Nell'autunno 2005 Jones nella serie poliziesca della ITV Vincent, con Ray Winstone come protagonista. Nello stesso anno è al teatro del West End nell'opera A Few Good Men con Rob Lowe e John Barrowman, che le è valso un Theatregoers' Choice Award come miglior attrice non protagonista.
Nel gennaio 2009 Jones è la protagonista di Unforgiven, una miniserie di ITV1, dove interpreta Ruth Slater, una donna rilasciata dal carcere dopo aver scontato una pena detentiva di 15 anni per l'omicidio di due poliziotti.
Nel novembre dello stesso anno, veste i panni di Mona Lisa nell'episodio in due parti Mona Lisa's Revenge in Le avventure di Sarah Jane. Nel dicembre, Jones recita nella produzione del Manchester Royal Exchange Spirito allegro di Noël Coward, in scena fino a fine gennaio 2010. Nel marzo 2010 Jones è la protagonista della seconda stagione di Five Days, come la detective Laurie Franklin.
Nel maggio 2011, Jones ha interpretato il personaggio di Idris nell'episodio La moglie del Dottore di Doctor Who. Nel maggio seguente, Jones è protagonista nella serie poliziesca di ITV Scott & Bailey nel ruolo di Rachel Bailey, insieme a Lesley Sharp. La serie si basa su un'idea originale di Jones e Sally Lindsay, la sua ex collega in Coronation Street. Dopo un moderato successo critico Scott & Bailey è tornata per ulteriori quattro stagioni tra il 2012 e il 2016, con Jones come produttrice esecutiva nella quinta stagione.
Nel marzo 2012 Jones ha iniziato a girare The Secret of Crickley Hall, miniserie della BBC sul omonimo romanzo best seller del 2006 di James Herbert. Veste i panni nel ruolo principale di Eve Caleigh, una donna che si trasferisce a Crickley Hall nel tentativo di proseguire la sua vita dopo la perdita del figlio, solo per essere ossessionata da eventi soprannaturali.
Nel settembre 2015 Jones è la protagonista nella serie thriller di BBC One Doctor Foster, come un medico di famiglia la cui vita inizia a naufragare quando sospetta dell’infedeltà del marito. Il programma ha guadagnato un ampio plauso della critica, con Radio Times che ha notato come «il migliore della carriera di Suranne Jones, è stato fantastico»; la rivista ha posizionato Doctor Foster secondo in una in una raccolta delle 40 migliori serie televisive del 2015. Per la sua interpretazione, Jones ha ricevuto il National Television Award per la miglior interpretazione in una serie drammatica, il Broadcasting Press Guild Award, il Royal Television Society Award e il British Academy Television Award come miglior attrice nelle rispettive cerimonie del 2016.

### 2017-oggi
Nel settembre 2017 inizia le riprese della miniserie Vanity Fair - La fiera delle vanità, basata sull'omonimo romanzo del 1848. Jones interpreta la signorina Pinkerton, l'altezzosa ex direttrice dell'accademia dove insegna la protagonista Becky Sharp (Olivia Cooke). Nel febbraio 2018 Jones è nel cast principale della serie drammatica Save Me, interpretando la parte di una madre di un adolescente scomparso. La performance di Jones ha ricevuto recensioni positive e Rebecca Nicholson del The Guardian ha affermato: "Hai l'impressione che Jones possa recitare afflitta nel sonno, ma è incredibilmente complessa qui».
Nel maggio 2018, Jones ha iniziato a girare Gentleman Jack - Nessuna mi ha mai detto di no, coproduzione BBC e HBO, scritta, prodotta e diretta da Sally Wainwright. Jones aveva firmato nel luglio 2017 per assumere il ruolo della protagonista Anne Lister, proprietaria terriera dello Yorkshire del XIX secolo, diarista e aperta lesbica. Descritta dal The Independent come «un membro principale della ufficiosa compagnia di repertorio di Wainwright», la serie segna la quarta collaborazione di Jones con Wainwright.
Nel 2020 Jones ha iniziato a vestire i panni dell'ispettore capo Amy Silva nella serie Vigil - Indagine a bordo. Il thriller sottomarino con alla base una storia d'amore lesbica ha attirato un pubblico iniziale di 13,4 milioni di telespettatori, diventando la serie drammatica della BBC di maggior successo degli ultimi anni.
Nel marzo 2022 è stato annunciato il primo progetto del TeamAkers, la casa di produzione costituita da Jones e suo marito Laurence Akers, Maryland, una miniserie drammatica ambientata sull'Isola di Man. Nel 2025 interpreta la prima ministra britannica nella miniserie thriller politica Hostage.

## Vita privata
Jones vive a Muswell Hill con suo marito Laurence Akers, sceneggiatore freelance ed ex direttore di riviste. Si sono sposati nel 2014 e nel marzo 2016 hanno avuto un figlio.

## Filmografia

### Cinema
- A Christmas Star, regia di Richard Mark Elson (2015)

### Televisione
- Coronation Street – serial TV, 398 puntate (1997-2004)
- City Central – serie TV, episodio 1x03 (1998)
- The Grand – serie TV (1998)
- Bo' Selecta! – serie TV (2002-2004)
- Vincent – serie TV, 8 episodi (2005-2006)
- Strictly Confidential – serie TV, 6 episodi (2006)
- Dead Clever: The Life and Crimes of Julie Bottomley, regia di Dearbhla Walsh – film TV (2007)
- Harley Street – serie TV, 6 episodi (2008)
- Unforgiven, regia di David Evans – miniserie TV (2009)
- Le avventure di Sarah Jane (The Sarah Jane Adventures) – serie TV, episodi 3x09-3x10 (2009)
- Five Days – serie TV, 5 episodi (2010)
- Single Father, regia di Sam Miller – miniserie TV (2010)
- Doctor Who – serie TV, episodio 6x04 (2011)
- Scott & Bailey – serie TV, 33 episodi (2011-2016)
- A Touch of Cloth – serie TV, 6 episodi (2012-2014)
- The Secret of Crickley Hall, regia di Joe Ahearne – miniserie TV (2012)
- Playhouse Presents – serie TV, episodio 2x06 (2013)
- The Crimson Field, regia di David Evans, Richard Clark e Thaddeus O'Sullivan – miniserie TV (2014)
- Doctor Foster – serie TV, 10 episodi (2015-2017)
- Save Me – serie TV, 13 episodi (2018-2022)
- Vanity Fair - La fiera delle vanità (Vanity Fair), regia di James Strong – miniserie TV, 2 puntate (2018)
- Gentleman Jack - Nessuna mi ha mai detto di no (Gentleman Jack) – serie TV, 16 episodi (2019-2022)
- I Am Victoria, regia di Dominic Savage – film TV (2021)
- Vigil - Indagine a bordo (Vigil) – serie TV, 12 episodi (2021-2023)
- Maryland, regia di Susan Tully – miniserie TV (2023)
- Hostage, regia di Isabelle Sieb e Amy Neil – miniserie TV (2025)

## Riconoscimenti
- National Television Awards
  - 2003 – Candidatura all'attrice più popolare per Coronation Street
  - 2004 – Attrice più popolare per Coronation Street
  - 2010 – Candidatura alla miglior interpretazione in una serie drammatica per Five Days
  - 2012 – Candidatura alla miglior interpretazione femminile in una serie drammatica per Scott & Bailey
  - 2013 – Candidatura alla miglior interpretazione femminile in una serie drammatica per Scott & Bailey
  - 2014 – Candidatura al miglior detective televisivo[37]
  - 2016 – Miglior interpretazione in una serie drammatica per Doctor Foster
  - 2018 – Miglior interpretazione in una serie drammatica per Doctor Foster
  - 2020 – Candidatura alla miglior interpretazione in una serie drammatica per Gentleman Jack - Nessuna mi ha mai detto di no[38]
- The British Soap Awards
  - 2004 – Miglior attrice
  - 2005 – Miglior attrice
- Theatregoers' Choice Award
  - 2005 – Miglior attrice non protagonista per A Few Good Men[14]
- Royal Television Society
  - 2009 – Candidatura alla miglior attrice per Unforgiven
  - 2011 – Premio regionale per la miglior interpretazione in una serie drammatica per Scott & Bailey[39]
  - 2016 – Miglior attrice per Doctor Foster[24]
  - 2020 – Candidatura alla miglior attrice per Gentleman Jack - Nessuna mi ha mai detto di no[40]
- TV Choice
  - 2010 – Candidatura alla miglior attrice per Five Days
  - 2016 – Candidatura alla miglior attrice per Doctor Foster[41]
- WhatsOnStage Award
  - 2013 – Candidatura alla miglior attrice in un'opera teatrale per Beautiful Thing[42]
- UK Theatre Award
  - 2014 – Candidatura alla miglior interpretazione in un'opera teatrale per Orlando[43]
- Manchester Theatre Awards
  - 2015 – Candidatura alla miglior interpretazione in un'opera teatrale per Orlando[44]
- Broadcasting Press Guild Award
  - 2016 – Miglior attrice per Doctor Foster[23]
  - 2020 – Candidatura alla miglior attrice per Gentleman Jack - Nessuna mi ha mai detto di no[45]
- British Academy Television Awards
  - 2016 – Miglior attrice per Doctor Foster[25]
  - 2020 – Candidatura alla miglior attrice per Gentleman Jack - Nessuna mi ha mai detto di no[46]
- TVTimes Award
  - 2017 – Miglior attrice per Doctor Foster[47]
  - 2019 – Miglior attrice per Gentleman Jack - Nessuna mi ha mai detto di no[48]

## Doppiatrici italiane
Nelle versioni in italiano delle opere in cui ha recitato, Suranne Jones è stata doppiata da:
- Francesca Fiorentini in Doctor Who, Scott & Bailey, Doctor Foster, Save Me, Gentleman Jack - Nessuna mi ha mai detto di no
- Emilia Costa in Five Days
- Barbara De Bortoli in Vanity Fair - La fiera delle vanità
- Claudia Catani in Vigil - Indagine a bordo